# ایریس سینگ
آیریس سیلوا تانگ سینگ (انگلیسی: Iris Silva Tang Sing؛ متولد ۲۱ اوت ۱۹۹۰) یک تکواندوکار برزیلی است. وی در مسابقات قهرمانی تکواندو جهان و بازیهای پان امریکن در سال ۲۰۱۵ مدال برنز گرفت و به بازی‌های المپیک تابستانی ۲۰۱۶ در وزن ۴۹ کیلوگرم راه یافت.